# Africepheia madagascariensis
Africepheai là một chi nhện trong họ Synaphridae. Chi này chỉ gồm 1 loài Africepheia madagascariensis.